# Hlinkas Slowakische Volkspartei
Hlinkas Slowakische Volkspartei, auch Slowakische Volkspartei Hlinkas (slowakisch Hlinkova slovenská ľudová strana, kurz HSĽS), in der deutschen Kurzform auch Hlinka-Partei genannt, bis 1925 nur Slowakische Volkspartei (Slovenská ľudová strana, SĽS), war eine slowakische politische Partei. Ihre Anhänger wurden allgemein als Ludaken bezeichnet (slowakisch: Ľudáci, deutsch etwa Volksparteiler). Sie existierte zunächst von 1906 bis 1913 als Fraktion innerhalb der Slowakischen Nationalpartei, danach bestand sie von 1913 bis 1945 als eigenständige Partei. In den Jahren 1938 bis 1945 war sie die diktatorische Einheitspartei des zunächst autonomen Landes Slowakei (innerhalb der Tschecho-Slowakischen Republik) und danach des Slowakischen Staates. Ihre Parteivorsitzenden waren der katholische Priester Andrej Hlinka (1913–1938) und nach einjähriger Vakanz der katholische Priester und Theologe Jozef Tiso (1939–1945).
Die dem politischen Katholizismus entstammende Partei vereinigte in sich mehrere ideologische Strömungen und Flügel. Insgesamt werden die Ludaken von Historikern als nationalistisch, katholisch, klerikal, antisozialistisch und antijüdisch eingestuft. Innerhalb des Königreichs Ungarn setzten sich die Ludaken gegen die Magyarisierungspolitik ein, innerhalb der Tschechoslowakei bekämpften sie die Staatsdoktrin des Tschechoslowakismus sowie die zentralistische Verwaltung und forderten für die Slowakei Autonomie. Dabei radikalisierte sich die Partei, die seit 1925 die stimmenstärksten politische Kraft im slowakischen Landesteil darstellte und von 1927 bis 1929 an einer tschechoslowakischen Regierung beteiligt war, in der zweiten Hälfte der 1930er Jahre deutlich in Richtung Autoritarismus und Totalitarismus. Auf dem Parteitag 1936 wurde das Motto „Eine Nation, eine Partei, ein Führer!“ angenommen.

Das Ludakenkreuz ab 1938

Die anschließende Einparteiendiktatur der Ludaken (slowakisch Ľudácký režím) von 1938 bis 1945 in der zunächst autonomen und später unabhängigen Slowakei wies einige Merkmale zeitgenössischer faschistischer Regime auf, eine eindeutige Klassifizierung als „(klerikal-)faschistisch“ ist unter Historikern jedoch umstritten. Die an die Ideologie der Hlinka-Partei anknüpfende Personen werden als Neoludaken bezeichnet.

## Bezeichnungen
- 1913–1925: Slowakische Volkspartei (slowakisch Slovenská ľudová strana, SĽS)
- 1925–1938: Hlinkas Slowakische Volkspartei[2] (slowakisch Hlinkova slovenská ľudová strana, HSĽS)
- 1938–1945: Hlinkas Slowakische Volkspartei (– Partei der Slowakischen Nationalen Einheit) (slowakisch Hlinkova slovenská ľudová strana – Strana slovenskej národnej jednoty, HSĽS-SSNJ)

Die im deutschen Sprachraum (Pressburg, Zipser Land, Hauer Land, im allgemeinen Deutsch-Westungarn) gebräuchliche Kurzform Hlinka-Partei wurde von den Ludaken selbst ebenfalls verwendet.

## Parteiführer

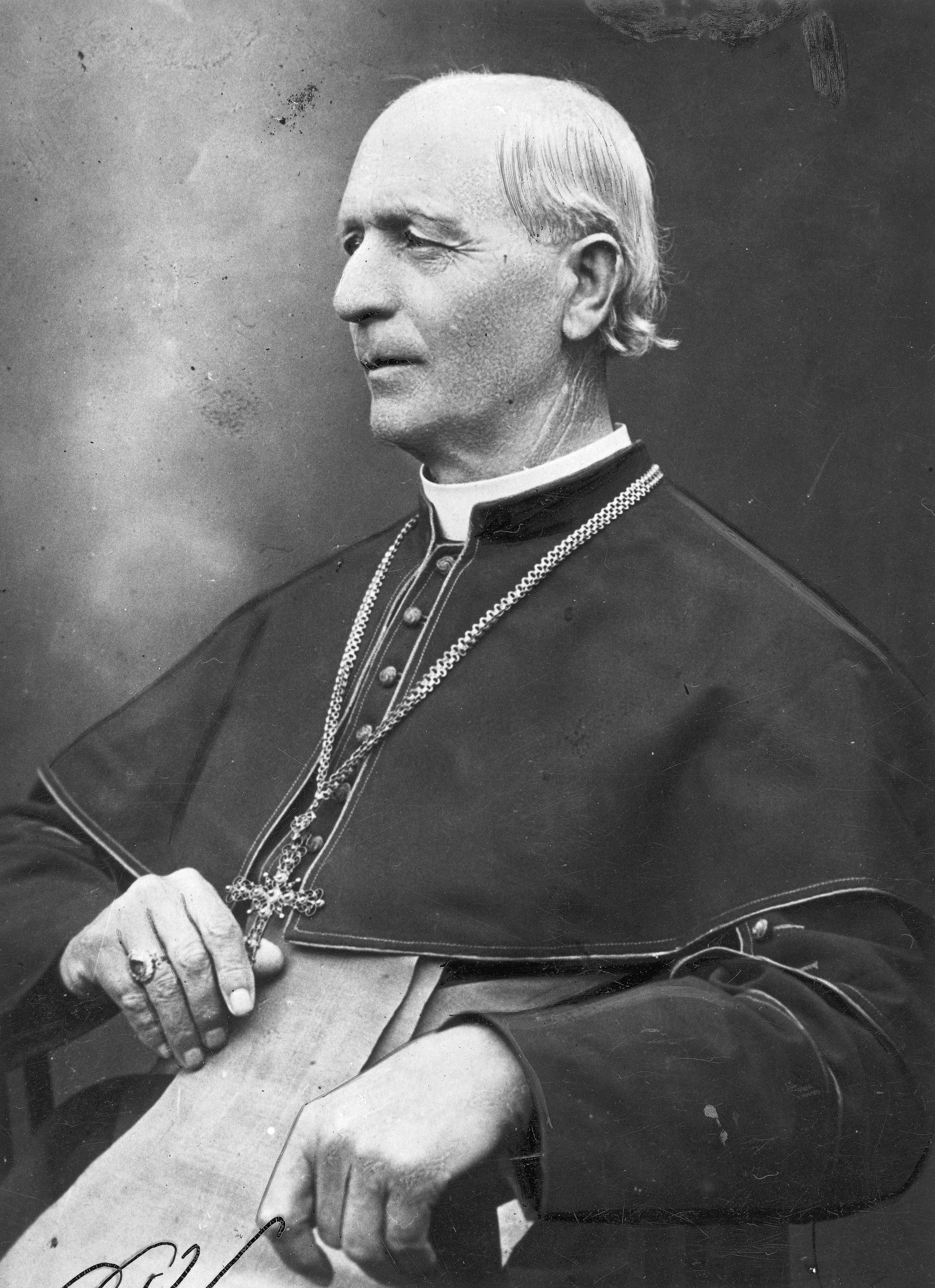
Andrej Hlinka (1913–1938)
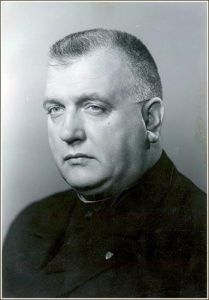
Jozef Tiso (1939–1945)

## Geschichte

### Entstehung
Der Gründungsprozess der Partei dauerte einige Jahre. Zur Jahrhundertwende gab es in der Doppelmonarchie der Habsburger Österreich-Ungarn außer der kurzlebigen Slowakischen Sozialdemokratischen Partei (1905–1906) nur eine Partei, die spezifisch für die Interessen der Slowaken eintrat: Die Slowakische Nationalpartei. Verschiedene slowakische Persönlichkeiten, die mit der Politik der Slowakischen Nationalen Partei nicht einverstanden waren, aber dennoch slowakische Interessen voranbringen wollten, beschlossen am 14. Dezember 1905 in Žilina die Gründung der Slowakischen Volkspartei, deren formelle Gründung zunächst noch ausblieb. Weitere Persönlichkeiten, unter ihnen der katholische Priester Andrej Hlinka, traten der provisorischen Partei Anfang 1906 bei. Nationalpartei und Ludaken hatten unterschiedliche Parteiprogramme, die jedoch teils identisch waren. Trotz der in Ungarn seinerzeit üblichen Wahlmanipulationen gewann die Slowakische Volkspartei sechs Sitze und die Nationalpartei einen von insgesamt 415 Abgeordnetensitzen bei den ungarischen Parlamentswahlen von 1906.
Die Ludaken bestanden hauptsächlich aus ehemaligen slowakischen Mitgliedern der Ungarischen Volkspartei (Néppárt, gegründet 1895) und ausgetretenen Mitgliedern der Slowakischen Nationalpartei. Ihr Parteiprogramm enthielt Forderungen nach nationalen, katholisch-religiösen und liberalen Reformen, wie etwa Meinungsfreiheit und allgemeines Wahlrecht.
1912 lehnten die Ludaken die damals stark ausgeprägte tschechisch-slowakische Ausrichtung der Nationalpartei ab und verabschiedete eine ähnliche Erklärung wie 1905, erneut ohne formale Auswirkungen. Am 29. Juli 1913 wurde von den Ludaken schließlich in Žilina die Slowakische Volkspartei als eigenständige slowakische politische Partei Österreich-Ungarns gegründet.
Parteivorsitzender wurde Andrej Hlinka, weitere Führungsfiguren waren Ferdinand Juriga und František Skyčák.

### Die Ludaken unter Andrej Hlinka (1913–1938)

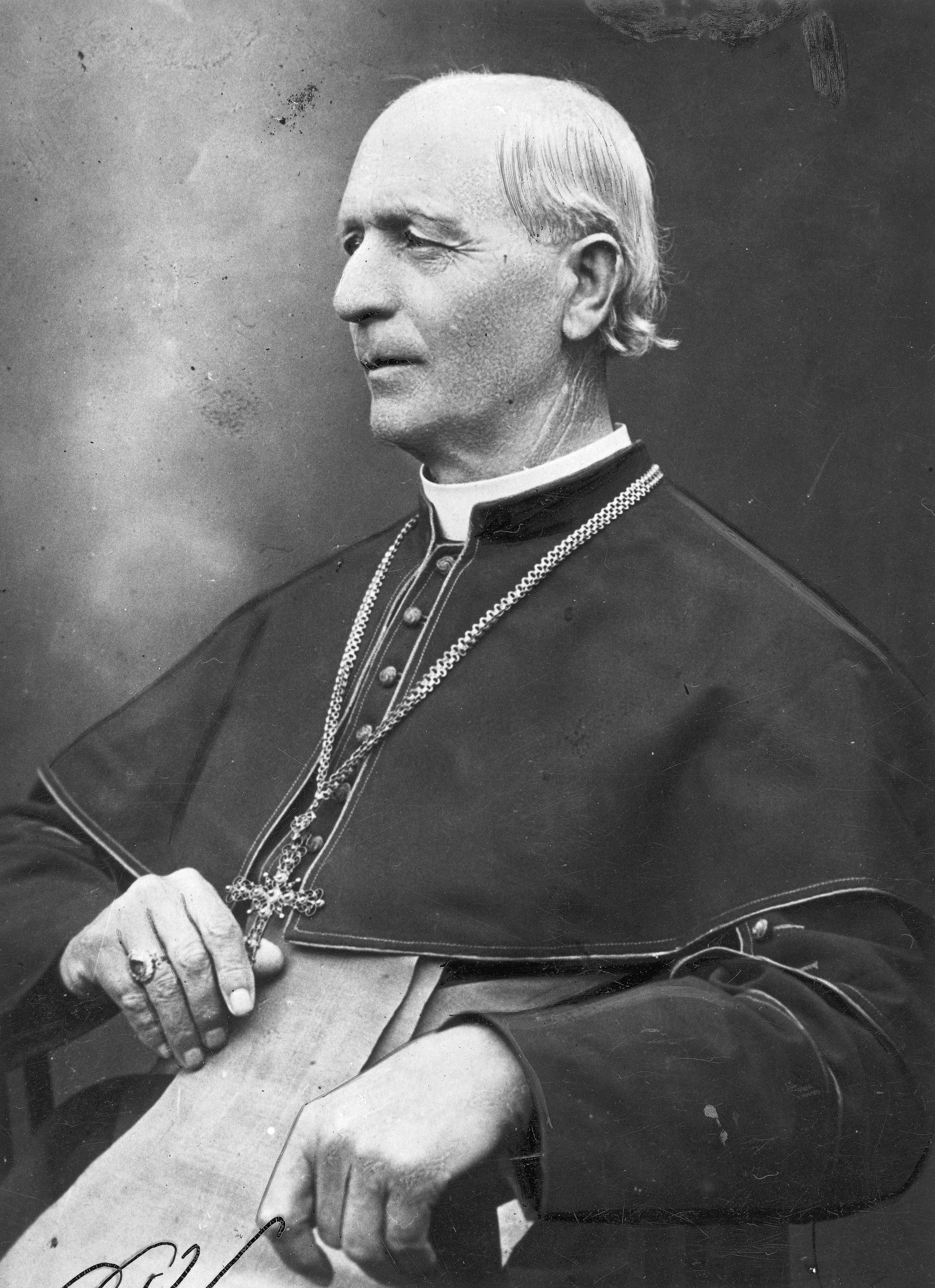
Porträt von Andrej Hlinka (1937).

Während des Ersten Weltkriegs stellten die Ludaken und die Slowakische Nationalpartei ihr politisches Engagement ein, um jeglichen Vorwand für Anschuldigungen wegen einer Tätigkeit gegen den Österreichisch-Ungarischen Staat zu verhindern. Die Partei nahm jedoch an der Gründung des (zweiten) Slowakischen Nationalrats teil, der von Oktober 1918 bis Januar 1919 tagte.
Nach der Gründung der Tschechoslowakei nahmen die Ludaken ihre Tätigkeiten am 19. Dezember 1918 in Žilina wieder auf. Am 17. Oktober 1925 wurden sie nach ihrem Parteivorsitzenden Andrej Hlinka in Slowakische Volkspartei Hlinkas (HSĽS) umbenannt. Obwohl den Slowaken vor der Gründung der Tschechoslowakei im Pittsburgher Abkommen ein umfangreicher Autonomiestatus zugesagt worden war, wurde dieser in der Vorkriegs-Tschechoslowakei (1918–1939) nie verwirklicht. Die Ludaken forderten diese Autonomie ein und wehrten sich gegen eine Zentralisierung des Staates. Die Partei wandte sich auch gegen „Tschechoslowakismus“ (die Definition von Slowaken und Tschechen als einer gemeinsamen Ethnie), Atheismus und Protestantismus und festigte so ihr erzkonservatives, streng katholisches und antikommunistisches Bild. Hlinka zum Wahlsieg der tschechoslowakischen Sozialdemokraten 1920:

„Ich werde 24 Stunden am Tag arbeiten, bis sich die Slowakei von einer roten Slowakei in eine weiße und christliche Slowakei wandelt.“

Vom deutschen Kirchen- und Religionskritiker Karlheinz Deschner wird die Partei Hlinkas in seinem Werk Kirche und Faschismus als antisemitisch, konservativ und katholisch charakterisiert (S. 68, ohne zeiträumlichen Bezug dieser Charakteristik). Allerdings wurde Hlinka selbst von einer slowakischen jüdischen Zeitung für seine Judenfreundlichkeit gelobt und bestritt 1936 den Antisemitismus seiner Partei wie folgt:

„Ich bin kein Feind der Juden, die politische Partei, deren Anführer ich bin, ist nicht antisemitisch. Antisemitismus ist nicht unser Programm. Als katholischer Pfarrer bin ich mir der großen moralischen, religiösen und historischen Bedeutung des Judentums für die gesamte zivilisierte Menschheit bewusst, insbesondere für das Christentum.“

Anton Maegerle charakterisiert für die deutsche Bundeszentrale für politische Bildung die Partei gar als klerikalfaschistisch.
Ihre Hauptwählerschaft bestand aus slowakischen Bauern, hauptsächlich wegen der Kritik der Ludaken an der tschechoslowakischen Landreform von 1920–1929. Mit 17,5 % der in der Slowakei abgegebenen Stimmen war sie bei den Parlamentswahlen 1920, an denen sie gemeinsam mit der Tschechischen Volkspartei unter dem Namen „Tschechoslowakische Volkspartei“ teilnahm, die drittgrößte Partei. Mit den Regionalwahlen 1923 wurde die Partei zur größten Partei in der Slowakei und erhielt im slowakischen Teil der Tschechoslowakei bei der Parlamentswahl 1925 34,4 % und 1935 30,3 %.
Bei letzterer bildete sie mit der Slowakischen Nationalpartei den „Autonomie-Block“, der sich jedoch nach der Wahl wieder auflöste. Als ausgesprochene Gegner eines Prager Zentralismus befanden sich die Ludaken meistens in der Opposition. Lediglich einmal waren sie Teil einer Regierung, als sie am 15. Januar 1927 der tschechoslowakischen Regierungskoalition beitraten, aber nach einem umstrittenen Gerichtsverfahren gegen das wegen Hochverrats angeklagte Ludaken-Mitglied Vojtech Tuka trat die Slowakische Volkspartei Hlinkas am 8. Oktober 1929 aus der Regierung aus. Der Staatsverband der Tschechen und Slowaken, im Sinne einer Tschecho-Slowakischen Republik, wurde von den Ludaken bis zum Jahre 1938 grundsätzlich nicht in Frage gestellt. Eine mögliche Rückkehr zu Ungarn oder eine Konföderation der autonomen Slowakei mit Polen wurden nur in kleinen einflusslosen Gruppierungen innerhalb der Partei erwogen.
Der Chefideologe der Partei und spätere Staatspräsident des Slowakischen Staates, Jozef Tiso, bezeichnete als den „Gegenstand des politischen Strebens der HSĽS […] nichts anderes als das slowakische Volk – als ein selbstständiges und selbstgenügendes Volk […]. Es sollte diesem Volk geholfen werden, moralisch und wirtschaftlich selbstständig zu werden […]. Nicht nur das materielle Interesse, sondern auch die geistige, kulturelle, die höhere ideelle Zielsetzung war das politische Programm der HSĽS […]. Die Politik der HSĽS hatte in der Tat nur das nationale Interesse des slowakischen Volkes vor Augen.“ Erst als der alternde Andrej Hlinka ab 1937 langsam die Kontrolle über seine Partei verlor und den Ludaken von den Regierungen der Nachbarstaaten eine bedeutsame Rolle bei der Zerschlagung der Tschechoslowakei zugedacht wurde, konnten diese Gruppierungen ihre Ziele öffentlich propagieren. Die Hlinka-Partei verlangte während der zwanzig Jahre dauernden Ersten Tschechoslowakischen Republik vor allem die Anerkennung der slowakischen Nationalindividualität – also ein Abrücken der Prager Zentralregierung vom Tschechoslowakismus – sowie kulturelle Autonomie und Selbstverwaltung für die Slowakei im Rahmen der Tschechoslowakei.
Nach dem Tod Andrej Hlinkas im Alter von 74 Jahren am 16. August 1938 blieb der Posten des Parteichefs ein Jahr lang unbesetzt, 1939 wurde Jozef Tiso offiziell Hlinkas Nachfolger an der Parteispitze.

### Die Ludaken unter Jozef Tiso (1938–1945)

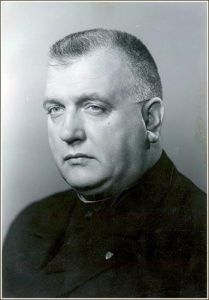
Porträt von Jozef Tiso (1936).

#### Autonomie und Errichtung der Diktatur
Nachdem der tschechische Teil der Tschechoslowakei das Sudetenland als Ergebnis des Münchner Abkommens an Deutschland abtreten musste, erklärte das Exekutivkomitee der Hlinka-Partei zusammen mit fast allen slowakischen Parteien am 6. Oktober 1938 die Autonomie der Slowakei innerhalb der Tschecho-Slowakei. Prag akzeptierte dies und ernannte noch am selben Tag Jozef Tiso zum Premierminister der autonomen Slowakei. In den folgenden slowakischen Regierungen waren die Ludaken die bestimmende Partei. Als am 8. November 1938 im Zuge des Wiener Schiedsspruchs dem slowakischen Teil der Tschechoslowakei rund ein Drittel seiner Gebiete an Ungarn verloren ging, vereinigten sich die Mitglieder sämtlicher Parteien in der Slowakei (d. h. die slowakischen Mitglieder der tschechischen Parteien in der Slowakei) mit der Hlinka-Partei und bildeten die Slowakische Volkspartei Hlinkas – Partei der Slowakischen Nationalen Einheit (HSĽS-SSNJ). Die Slowakische Nationalpartei trat den Ludaken am 15. Dezember bei.
Mit dem sofortigen Verbot sozialdemokratischer, kommunistischer und jüdischer Parteien machte sich die autoritäre Tendenz der neuen Partei umgehend bemerkbar, die dann auch bei der slowakischen Wahl(farce) zum autonomen slowakischen Landtag vom Dezember 1938 97,3 % der Stimmen (von denen 72 % an Kandidaten der ursprünglichen Hlinka-Partei gingen) für sich gewinnen konnte. Ab dem 31. Januar 1939 wurden dem ethnischen Prinzip folgend alle Parteien außer der HSĽS-SSNJ, der Deutschen Partei und der Vereinigten Ungarischen Partei als Interessenvertreter der jeweiligen Minderheiten, verboten.

#### Slowakischer Staat
Nach der Ausrufung der unabhängigen Slowakei am 14. März 1939 waren die Ludaken die führende Partei im vom nationalsozialistischen Deutschland abhängigen autoritären Staat. Die für 1943 angesetzten Parlamentswahlen wurden kurzerhand abgesagt.
Ab 1939 entstand allerdings ein parteiinterner Konflikt. Der vom Parteivorsitzenden und slowakischen Präsidenten Jozef Tiso angeführte konservativ-gemäßigte Flügel wollte einen autoritären und klerikalen Ständestaat schaffen. Dieser Flügel hielt die entscheidenden Machtpositionen des Landes, der Partei und des Klerus inne. Der vom Nationalsozialismus beeinflusste rivalisierende Flügel des „Slowakischen Nationalsozialismus“ hingegen war ausgesprochen antisemitisch eingestellt und forderte die Ausweisung aller Tschechen und die Gründung eines radikal-faschistischen Staats. Die Hauptbetreiber dieser Politik waren der Premierminister Vojtech Tuka und der Innenminister Alexander Mach. Anhänger fanden sich vor allem in der sog. Hlinka-Garde (Hlinkova garda), dem paramilitärischen Verband der Hlinka-Partei.
Mit der Einnahme der Slowakei durch tschechoslowakische Truppen und die Rote Armee im Mai 1945 löste sich die Partei auf. Zahlreiche Parteimitglieder wurden während der kommunistischen Herrschaft verfolgt.

## Parteiabzeichen
Zwischen 1918 und 1938 verfügten die Ludaken über keine einheitlich festgelegten und getragenen Abzeichen, jedoch verwendeten ihre Mitglieder meist Abzeichen, die auf die grundlegende nationale Symbolik der Slowaken zurückgingen: ein weißes Doppelkreuz auf drei blauen Hügeln im roten Feld, in Schild- oder in Kreisform. Das erste einheitliche Parteiabzeichen wurde erst 1938 eingeführt, gebildet von einem stilisierten gotischen Schild mit Doppelkreuz und den drei Hügeln. Das Abzeichen existierte in zwei Grundvarianten: einer silbernen und ein emaillierten gefärbten Form. Sie wurden von der Münzfabrik in Kremnica gefertigt und verteilten sich bald massenhaft unter den Parteimitgliedern und Funktionären. Die letzte Version des Parteiabzeichens der Ludaken entstand noch 1943, wurde jedoch erst Anfang 1944 an die Mitglieder verteilt. Es wurde gebildet von einem emaillierten Staatswappen des Slowakischen Staates in einem Lorbeerkranz, gebunden mit der slowakischen weiß-blau-roten Trikolore. Das Abzeichen wurde in Bronze (lokale Organisationen), Silber (Bezirke) und Gold (Zentrale und Spitzenbeamte) hergestellt.

## Ideologische Einordnung von Partei und Herrschaftssystem
Die Ideologie der Ludaken und insbesondere ihr diktatorisches Herrschaftssystem 1938 bis 1945 wurden und werden gelegentlich als der „slowakische Faschismus“, oder – aufgrund der engen Verbindung zwischen Regime und katholischem Klerus – als „slowakischer Klerikalfaschismus“ bezeichnet. Vertreter dieser Einschätzung wie der deutsche Faschismusforscher Wolfgang Wippermann verweisen auf die zu anderen faschistischen Parteien und Regimen bestehenden Parallelen, wie die Schaffung von paramilitärischen Parteimilizen (Rodobrana, Hlinka-Garde), die Errichtung einer auf eine Staatspartei gestützten Diktatur und die nationalistische, antikommunistische und antisemitische Zielsetzung der Hlinka-Partei.
Ob diese Merkmale jedoch als Entscheidungskriterien eine Klassifizierung der Hlinka-Partei bzw. ihres Regimes insgesamt als „faschistisch“ rechtfertigen, gilt in der Fachwelt als umstritten. Differenziert wird dabei insbesondere zwischen dem Wirken der Hlinka-Partei vor und nach der Entstehung des Slowakischen Staates sowie zwischen den einzelnen politischen Flügeln. Laut Einschätzung des polnischen Faschismusforschers Jerzy W. Borejsza trifft der Begriff „Klerikalfaschismus“ eher für das slowakische Staatssystem nach 1939 zu. Allerdings hält Borejsza dem Erklärungsansatz anderer Historiker, dass die Partei vor 1939 eher eine konservativ-nationale denn eine klerikal-faschistische Partei gewesen sei, entgegen, dass seiner Einschätzung nach die Ludaken dem Parteimodell der italienischen PNF oder der deutschen NSDAP wesentlich ähnlicher waren als dem der traditionellen Parteien der polnischen, tschechischen oder rumänischen Rechten. Auch habe der 1939 entstandene Slowakische Staat einen „wesentlich faschistischeren Charakter gehabt als das ab 1942 hauptsächlich auf Terror und Diktatur gestützte Rumänien von Ion Antonescu“.
Der amerikanische Faschismusforscher Stanley Payne wiederum spricht in seinem Standardwerk Geschichte des Faschismus sowohl der Hlinka-Partei als dem Slowakischen Staat jeglichen Faschismuscharakter ab. Payne betrachtet die unabhängige Slowakei unter Tiso „bis zu einem gewissen Grad als eine rückständigere, mehr rechtsgerichtete und klerikale Version Vichys“. Die Ludaken bezeichnet er insgesamt als eine „katholische[n] nationalistisch-populistische[n] Bewegung“, als „überaus religiös und politisch gemäßigt rechtsautoritär“. Auch hält Payne die ideologische Entwicklung der Partei fest, die sich von einer zunächst „quasidemokratische[n] katholische[n] populistische[n] Partei“ zu einer „gemäßigt autoritären katholischen Partei“ entwickelt habe und später während des Zweiten Weltkrieges „noch radikaler nach rechts abdriftete“. Dabei unterscheidet Payne die Anhänger des Tiso-Flügels („Klerikalkonservative“) und jene des Tuka-Flügels („protofaschistische Radikale“). Der amerikanische Faschismusforscher Robert Paxton schreibt, dass die Hlinka-Partei „eher klerikal-autoritär war als faschistisch“.
Auch Wolfgang Wippermann hat noch in seiner 1983 erschienenen Monographie das Attribut „faschistisch“ zwar der paramilitärischen Hlinka-Garde zugeschrieben, für das slowakische Regime insgesamt oder die Partei aber abgelehnt:

„Da die „Hlinka-Garde“ einflußreich war, aber schließlich doch von der Macht ferngehalten wurde, kann das Tiso-Regime als eine klerikal geprägte autoritäre Diktatur angesehen werden, die weitgehend von Deutschland abhängig war. Daher kann das slowakische Satelliten-Regime nicht als faschistische Diktatur bezeichnet und mit dem kroatischen Ustascha-Staat gleichgesetzt werden. Während in Kroatien die faschistische Partei mit Zustimmung Deutschlands und der katholischen Kirche regierte, konnte Tiso mit Unterstützung der katholischen Kirche und des Dritten Reiches die faschistische „Hlinka-Garde“ weitgehend von der Macht fernhalten.“

In seiner 2009 erschienenen Monographie sieht Wippermann die Hlinka-Partei als „in einem fundamentalistischen Sinne katholisch geprägt“ sowie „extrem nationalistisch“. Ihr Herrschaftssystem unter Tiso bezeichnet er hier (unter Anführung der im ersten Absatz genannten Argumente) als „faschistisches Regime“. Roger Griffin wiederum ordnet in seinem Standardwerk „The Nature of Fascism“ die Einparteiendiktatur der Ludaken als „Kollaborations- und im Wesentlichen parafaschistisches (para-fascist) Regime“ ein, wobei er „Parafaschismus“ definiert als „eine Form von autoritärem und ultranationalistischem Konservatismus, welcher äußere Zeichen des Faschismus adaptiert, dabei aber dessen Ruf nach einer genuinen sozialen und ethischen Revolution ablehnt“.
Der Historiker Roland Schönfeld lehnt seinem Buch zur slowakischen Geschichte die Klassifizierung des Slowakischen Staates als „faschistisch“ ab, der österreichische Wirtschaftshistoriker Hannes Hofbauer bezeichnet ihn als „slowakische Variante“ des „ständestaatlichen Austrofaschismus“.
Historiker, die detaillierte Monographien zur Hlinka-Partei bzw. ihrem Wirken im Slowakischen Staat vorgelegt haben, heben besonders die nationalistische und katholische Ideologie der Ludaken hervor. Für den US-amerikanischen Historiker James R. Felak, der sich mit Hlinka-Partei der Jahre 1929 bis 1938 befasst hat, waren die Ludaken in der gesamten Zwischenkriegszeit vor allem „nationalistisch, autonomistisch und römisch-katholisch“. Betont würden diese definitiven Wesenszüge laut Felak auch in den Slogans „Für Gott und Nation“ und „Die Slowakei den Slowaken“. Der israelische Historiker Yeshayahu A. Jelinek, der der Hlinka-Partei zur Zeit des Slowakischen Staates 1939 bis 1945 eine Arbeit gewidmet hat, macht in der Ideologie der Hlinka-Partei vier zusammenhängende Elemente aus: die katholische Religion, den Nationalismus, das miteinbeziehen sozioökonomischer Fragen und rechten Autoritarismus. Für das Regime der Ludaken im Slowakischen Staat verwendete Jelinek in verschiedenen Arbeiten zusammenfassend den Begriff „Klerikalfaschismus“, lehnt diesen aber seit 1992 ebenfalls wegen mangelnder analytischer Schärfe ab.
Ernst Nolte wiederum differenziert zwischen den einzelnen Parteiflügeln. Während er für Hlinka und Tiso den Faschismusbegriff ablehnt, bezeichnet er die Gruppe der Radikalen um Tuka als „slowakische Faschisten“. Die Geschichte des Slowakischen Staates kann laut Nolte als „nicht entschiedener Kampf zwischen dem konservativ-gemäßigten und dem faschistisch-extremistischen Flügel der Volkspartei beschrieben werden“.
Im Hinblick auf die zwei Hauptlager innerhalb der Hlinka-Partei, die in der Literatur üblicherweise mit den beiden Etiketten „Gemäßigte“ und „Radikale“ belegt werden, sieht die deutsche Historikerin Tatjana Tönsmeyer den ersteren Flügel mit seinem Hauptvertreter Tiso als eher konservativ, „gemäßigt“ aber nur insofern, als er die Autonomie für die Slowakei im Rahmen des tschechoslowakischen Staates erwirken wollte. Demgegenüber sei der radikale Parteiflügel unter Vojtech Tuka laut Tönsmeyer als „faschistophil“ zu beschreiben und wollte die sofortige Trennung vom tschechischen Landesteil Ausrufung der Souveränität unter deutschem oder polnischem Schutz. Laut Tönsmeyer verschleiern die Zuschreibungen „radikal“ und „gemäßigt“ jedoch eher, als das sie aufklären. Tatsächlich würden die Gemeinsamkeiten überwiegen:

„Die gesamte HSĽS war durch und durch nationalistisch. Da sie die Nation über den Staat stellte und sich selbst als einzige legitime Repräsentantin der Nation ansah, war in ihrem Politikverständnis weder für Pluralismus noch für Demokratie Raum. Beides konnte sie hinnehmen, solange sie die von ihr formulierten Interessen der slowakischen Nation auch unter diesen Bedingungen gewahrt sah. Tatsächlich jedoch korrespondierte mit der von ihr betriebenen Verabsolutierung der slowakischen Nation ein autoritäres Staatsverständnis. Beiden Flügeln der HSĽS gemeinsam war auch, wen sie als ihren politischen Gegner betrachteten: Die Partei ist durchgängig als antisozialistisch und antijüdisch zu bezeichnen. Eine Tschechenfeindlichkeit kennzeichnete sie jedoch erst in zweiter Linie: Antitschechische Töne waren ein Produkte des slowakischen Nationalismus vor allem in der ersten Republik, als die Ludaken ihre Forderungen im gemeinsamen Staat nicht durchzusetzen vermochten. Im Slowakischen Staat selbst, nach der Vertreibung tschechischer Angestellter und Beamter, war dieser Topos deutlich weniger virulent. Tschechenfeindlichkeit diente als Mittel zur Mobilisierung der Bevölkerung, war jedoch nicht vorrangig Bestandteil der Ideologie der HSĽS, sondern eine Ausdruckform des Nationalismus.“